# Truth in Numbers? Everything, According to Wikipedia
Truth in Numbers? Everything, According to Wikipedia è un film documentario del 2010 sulla storia di Wikipedia.
Il film è uscito negli Stati Uniti il 20 ottobre 2010. Il film è stato presentato in anteprima il 10 luglio 2010 in occasione di Wikimania a Danzica in Polonia.

## Trama
La pellicola esplora le capacità umane di comunicazione e come queste si sono sviluppate nel corso degli anni. Prende poi in considerazione le motivazioni sottostanti e gli scopi del mantenere la memoria storica degli avvenimenti passati. Esamina inoltre in che modo i mass media recepiscono gli avvenimenti quotidiani e li comunicano ai propri utenti. Il documentario si concentra quindi sulle enciclopedie, veri e propri archivi organizzati di informazioni, mettendo in discussione le passate modalità di redazione delle stesse e concentrandosi sulle influenze che in tale processo ha avuto l'avvento e l'adozione generalizzata di internet come strumento di comunicazione. Il documentario descrive poi come gruppi di persone siano riuscite a creare vaste reti di conoscenza sul World Wide Web e come lo stesso sfidi continuamente i media tradizionali. Wikipedia viene presentata come il migliore esempio di questo fenomeno relativamente nuovo e come il primo sito capace di focalizzare il vero potenziale di Internet consentendo a chiunque sul pianeta di contribuire attivamente alla costruzione della conoscenza collettiva e, di concerto, che chiunque sia in possesso dei mezzi informatici adeguati possa usufruirne in maniera gratuita.